# Michael Fora
Michael Fora (né le 30 octobre 1995 à Giubiasco) est un joueur de hockey sur glace professionnel suisse. Il joue à la position de défenseur.

## Biographie
Sa sœur cadette Nancy Fora est basketteuse professionnelle.

## Carrière

### Jeunesse
Fora évolue entre le mouvement junior de Bellinzone et d'Ambrì-Piotta. Il gravit tous les échelons jusqu'à être le capitaine de la formation des moins de 20 ans en 2013-2014.
Le 2 juillet 2014, les Blazers de Kamloops le sélectionne en 66e position lors du deuxième round du repêchage d'importation de la LCH. Il évolue durant la saison 2014-2015 avec ces derniers dans la Ligue de hockey de l'Ouest, où il comptabilise 32 points en 60 rencontres.

### En club
À son retour d'Amérique du Nord, Fora commence la saison 2014-2015 avec le HC Ambrì-Piotta en Ligue Nationale A. En 32 rencontres de saison régulière et 6 de tour de relégation, il aide son club à se maintenir dans l'élite du championnat suisse. La saison suivante s'avère plus compliquée, Ambrì termine à la dernière place de la saison régulière et les Play-out ne se passe pas mieux. L'équipe se sauve lors du tour de promotion/relégation face au champion de LNB, le SC Langenthal. En 2017-2018, il est nommé capitaine de sa formation. Ambrì termine à nouveau dans le bas du classement, mais contrairement à la saison précédente, parvient à se maintenir lors de la finale des Playout, face au EHC Kloten.
Pour la saison 2018-2019, Fora tente de rejoindre la Ligue nationale de hockey. Il s'engage avec les Hurricanes de la Caroline et rejoint leur camp d'entraînement le 12 septembre 2018. Le 21 septembre 2018, il est retranché dans la formation de Ligue américaine de hockey des Checkers de Charlotte. Un mois plus tard, alors qu'il n'a disputé qu'un seul match dans la LAH, les Hurricanes le placent au ballotage en vue de le transférer dans leur équipe de ECHL, les Everblades de la Floride.
Il refuse de s'y rapporter et retourne à Ambrì, où il a un contrat valable. Cette saison se passe mieux pour Ambrì, terminant à la 5e place du championnat. L'équipe prend part aux séries éliminatoires pour la première fois depuis 2014. En quart de finale, il affronte le HC Bienne et s'incline en 5 matchs. L'année suivante, Il affiche un A sur son maillot, secondant Elias Bianchi, nommé capitaine à son départ pour la Caroline. Alors que l'équipe se dirigeait vers les playout, la saison est interrompue par la Pandémie de Covid-19. Pour la saison 2021-2022, Bianchi souffre d'une blessure à un genou qui va le forcer à manquer une partie de la saison. Fora est nommé capitaine des Biancoblù pour la seconde fois de sa carrière. Au terme de la saison, son club termine à la 11e place du classement. Lors de la saison 2021-2022, Il aide son club à se classer à la 10e, pouvant prendre part aux Pré-playoff. Malheureusement, Ambrì s'inclinne en 3 rencontres face au Lausanne HC.
En vue de la saison 2022-2023, Fora s'engage avec le HC Davos. En 41 match, il comptabilise 13 points, aidant Davos à terminer à la 5e place du championnat. En quart de finale, Davos s'incline en 5 rencontres face aux ZCS Lions.

### En équipe nationale
Fora représente la Suisse dans les rangs juniors à partir de la saison 2010-2011. Il évolue d'abord pour les moins de 16 ans.
En 2015, avec la formation des moins de 20 ans, il participe au Championnat du monde junior. Lors de la phase de groupe, son équipe ne parvient pas à gagner un seul match et doit jouer la confrontation Aller-Retour contre la relégation face à l'Allemagne. En les battant, la Suisse termine au 9e rang de ce tournoi et maintient sa place dans la Division A pour l'année suivante.
Lors du Championnat du monde de 2018, il dispute dix matchs et remporte la médaille d'argent, battu en finale aux tirs au but par la Suède.
L'année suivante, il fait à nouveau partie de la sélection pour le Championnat du monde. Cette fois, la Suisse termine 4e de son groupe et rencontre le Canada en quart de finale. Ces derniers prennent leur revanche sur l'année précédente où la formation de la croix blanche les avait éliminés en demi-finales. Compte tenu de son classement dans la phase de groupe, la Suisse est classée au 8e rang du tournoi.
En février 2022, il participe aux Jeux olympiques. Après une phase de groupe compliquée, la Nati parvient à éliminer la Tchéquie lors du tour de qualification et rencontre la Finlande en quart de finale. En s'inclinant 5-1, les Helvètes se classent au 8e rang du tournoi.
Trois mois plus tard, il dispute son troisième championnat du monde. La Nati domine sa phase de groupe, ne perdant aucun match et affichant un bilan de +19. En quart de finale, ils rencontrent les États-Unis et se font dominer 3-0. Finalement, l'équipe termine à la 5e place du tournoi.
En 2023, joue ses quatrièmes championnats du monde. La Suisse domine à nouveau dans la phase de groupe, remportant six de ses sept matchs. En quart de finale, opposée à l'Allemagne, la sélection trébuche une nouvelle fois et perd sur le score de 3-1. Au terme du tournoi, la nati est à nouveau classée au 5e rang.

## Statistiques

### En club

#### Championnat
| Saison        | Équipe                | Ligue             |                   | Saison régulière  | Saison régulière  | Saison régulière  | Saison régulière  | Saison régulière  |                   | Séries éliminatoires | Séries éliminatoires | Séries éliminatoires | Séries éliminatoires | Séries éliminatoires |
| Saison        | Équipe                | Ligue             | PJ                | B                 | A                 | Pts               | Pun               | PJ                | B                 | A                    | Pts                  | Pun                  |                      |                      |
| 2012-2013     | HC Ambrì-Piotta U20   | Juniors Élites A  | 38                | 3                 | 8                 | 11                | 52                | 10                | 0                 | 3                    | 3                    | 6                    |                      |                      |
| 2013-2014     | HC Ambrì-Piotta U20   | Juniors Élites A  | 38                | 5                 | 4                 | 9                 | 66                | 3                 | 0                 | 0                    | 0                    | 6                    |                      |                      |
| 2013-2014     | GDT Bellinzona        | 1re Ligue         | 7                 | 0                 | 1                 | 1                 | 22                | 5                 | 1                 | 1                    | 2                    | 6                    |                      |                      |
| 2014-2015     | Blazers de Kamloops   | LHOu              | 60                | 6                 | 26                | 32                | 68                | -                 | -                 | -                    | -                    | -                    |                      |                      |
| 2015-2016     | HC Ambrì-Piotta       | LNA               | 32                | 3                 | 3                 | 6                 | 33                | 6                 | 0                 | 1                    | 1                    | 0                    |                      |                      |
| 2016-2017     | HC Ambrì-Piotta       | LNA               | 50                | 1                 | 8                 | 9                 | 56                | 6                 | 0                 | 0                    | 0                    | 29                   |                      |                      |
| 2016-2017     | HC Ambrì-Piotta       | LNA Qualification | -                 | -                 | -                 | -                 | -                 | 4                 | 2                 | 1                    | 3                    | 0                    |                      |                      |
| 2017-2018     | HC Ambrì-Piotta       | NL                | 50                | 6                 | 21                | 27                | 26                | 3                 | 0                 | 1                    | 1                    | 0                    |                      |                      |
| 2018-2019     | Checkers de Charlotte | LAH               | 1                 | 0                 | 0                 | 0                 | 0                 | -                 | -                 | -                    | -                    | -                    |                      |                      |
| 2018-2019     | HC Ambrì-Piotta       | NL                | 30                | 4                 | 10                | 14                | 32                | 5                 | 1                 | 1                    | 2                    | 0                    |                      |                      |
| 2019-2020     | HC Ambrì-Piotta       | NL                | 44                | 5                 | 15                | 20                | 26                | -                 | -                 | -                    | -                    | -                    |                      |                      |
| 2020-2021     | HC Ambrì-Piotta       | NL                | 45                | 7                 | 14                | 21                | 95                | -                 | -                 | -                    | -                    | -                    |                      |                      |
| 2021-2022     | HC Ambrì-Piotta       | NL                | 39                | 5                 | 13                | 18                | 24                | 3                 | 0                 | 0                    | 0                    | 4                    |                      |                      |
| 2022-2023     | HC Davos              | NL                | 41                | 3                 | 10                | 13                | 18                | 5                 | 1                 | 1                    | 2                    | 4                    |                      |                      |
| 2023-2024     | HC Davos              | NL                | 32                | 1                 | 10                | 11                | 49                | 7                 | 0                 | 2                    | 2                    | 8                    |                      |                      |
| 2024-2025     | HC Davos              | NL                | Saison en cours ? | Saison en cours ? | Saison en cours ? | Saison en cours ? | Saison en cours ? | Saison en cours ? | Saison en cours ? | Saison en cours ?    | Saison en cours ?    | Saison en cours ?    |                      |                      |
| Totaux LNA/NL | Totaux LNA/NL         | Totaux LNA/NL     | 363               | 35                | 104               | 139               | 359               | 39                | 4                 | 7                    | 11                   | 45                   |                      |                      |

#### Tournoi
| Saison    | Équipe           | Compétition         |   | PJ | B | A | Pts | Pun                |  | Résultat |
| 2015-2016 | HC Ambrì-Piotta  | Coupe de Suisse     | 2 | 0  | 0 | 0 | 2   | Quart de finale    |  |          |
| 2016-2017 | HC Ambrì-Piotta  | Coupe de Suisse     | 1 | 0  | 0 | 0 | 2   | Seizième de finale |  |          |
| 2017-2018 | HC Ambrì-Piotta  | Coupe de Suisse     | 2 | 1  | 0 | 1 | 0   | Huitième de finale |  |          |
| 2017      | Équipe de Suisse | Coupe Spengler      | 3 | 1  | 1 | 2 | 2   | Finale             |  |          |
| 2019-2020 | HC Ambrì-Piotta  | Ligue des Champions | 5 | 0  | 1 | 1 | 6   | Phase de Groupe    |  |          |
| 2019-2020 | HC Ambrì-Piotta  | Coupe de Suisse     | 2 | 0  | 0 | 0 | 4   | Huitième de finale |  |          |
| 2019      | HC Ambrì-Piotta  | Coupe Spengler      | 3 | 0  | 1 | 1 | 2   | Quart de finale    |  |          |
| 2020-2021 | HC Ambrì-Piotta  | Coupe de Suisse     | 3 | 0  | 3 | 3 | 2   | Quart de finale    |  |          |
| 2022-2023 | HC Davos         | Ligue des Champions | 7 | 2  | 1 | 3 | 6   | Huitième de finale |  |          |
| 2022      | HC Davos         | Coupe Spengler      | 4 | 0  | 1 | 1 | 0   | Demi-Finale        |  |          |
| 2023      | HC Davos         | Coupe Spengler      | 4 | 1  | 0 | 1 | 0   | Vainqueur          |  |          |

### En équipe nationale
| Année     | Équipe     | Compétition                 |    | PJ | B | A | Pts | Pun               |  | Résultat |
| 2013-2014 | Suisse U20 | Défi mondial junior A       | 5  | 0  | 1 | 1 | 2   | 4e place          |  |          |
| 2015      | Suisse U20 | Championnat du monde junior | 6  | 0  | 2 | 2 | 2   | 9e place          |  |          |
| 2018      | Suisse     | Championnat du monde        | 10 | 0  | 1 | 1 | 4   | Médaille d'argent |  |          |
| 2018-2019 | Suisse     | Deutschland Cup             | 2  | 0  | 1 | 1 | 0   | 2e place          |  |          |
| 2019      | Suisse     | Championnat du monde        | 8  | 0  | 0 | 0 | 6   | 8e place          |  |          |
| 2021-2022 | Suisse     | Euro Hockey Tour            | 3  | 0  | 0 | 0 | 2   | Non Classé        |  |          |
| 2022      | Suisse     | Jeux olympiques             | 4  | 0  | 0 | 0 | 2   | 8e place          |  |          |
| 2022      | Suisse     | Championnat du monde        | 8  | 1  | 0 | 1 | 33  | 5e place          |  |          |
| 2022-2023 | Suisse     | Euro Hockey Tour            | 8  | 1  | 3 | 4 | 8   | 4e place          |  |          |
| 2023      | Suisse     | Championnat du monde        | 8  | 0  | 2 | 2 | 4   | 5e place          |  |          |
| 2023-2024 | Suisse     | Euro Hockey Tour            | 7  | 0  | 3 | 3 | 27  | 4e place          |  |          |
| 2024      | Suisse     | Championnat du monde        | 8  | 0  | 1 | 1 | 2   | Médaille d'argent |  |          |

## Transactions
- 14 juillet 2014 : se joint aux Blazers de Kamloops[18].
- 3 juillet 2015 : s'engage pour 2 ans avec le HC Ambrì-Piotta[19].
- 14 décembre 2016 : prolonge d'une année avec Ambrì[16].
- 23 décembre 2017 : signe une extension de contrat de 3 ans avec Ambrì[20].
- 15 juin 2018 : s'engage avec les Hurricanes de la Caroline[21].
- 21 octobre 2018 : revient à Ambrì où il a encore un contrat valable[22].
- 15 avril 2021 : prolonge de 2 ans avec Ambrì avec une clause de libération valable pour la deuxième saison[23].
- Le 3 décembre 2021 : s'engage avec le HC Davos pour une durée de 4 ans[24].

## Trophées et honneurs
- Médaille d'argent avec l'Équipe suisse lors du Championnat du monde de 2018.